# Старочуднівський заказник
Старочу́днівський зака́зник — лісовий заказник місцевого значення в Україні. Розташований у межах Романівської селищної громади Житомирського району Житомирської області, неподалік від села Старочуднівська Гута.
Площа 4,6 га. Статус надано згідно з рішенням Житомирського облвиконкому від 23.12.1991 року № 360. Перебуває у віданні ДП «Баранівське ЛМГ» (Биківське лісництво, кв. 75, кв. 7).
Створений з метою охорони частини лісового масиву — фрагмента Старочуднівського корабельного (сосна) гаю XIX століття. Ділянка 170-річного високобонітетного насадження. Середня висота — 27 м, середній діаметр — 60 см.

## Галерея

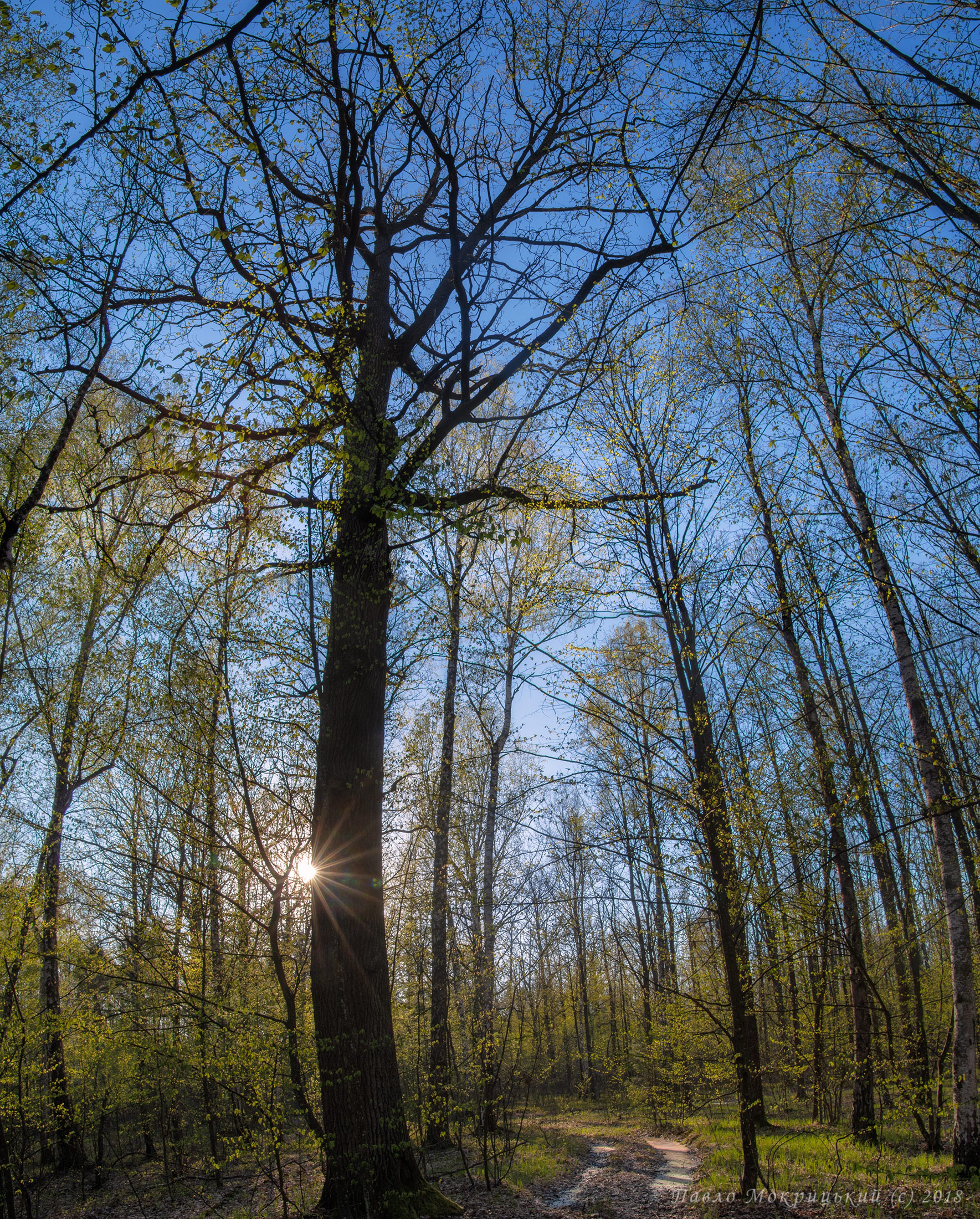
Вікові дуби біля закинутого лісництва навпроти в'їзду в Старочуднівську Гуту
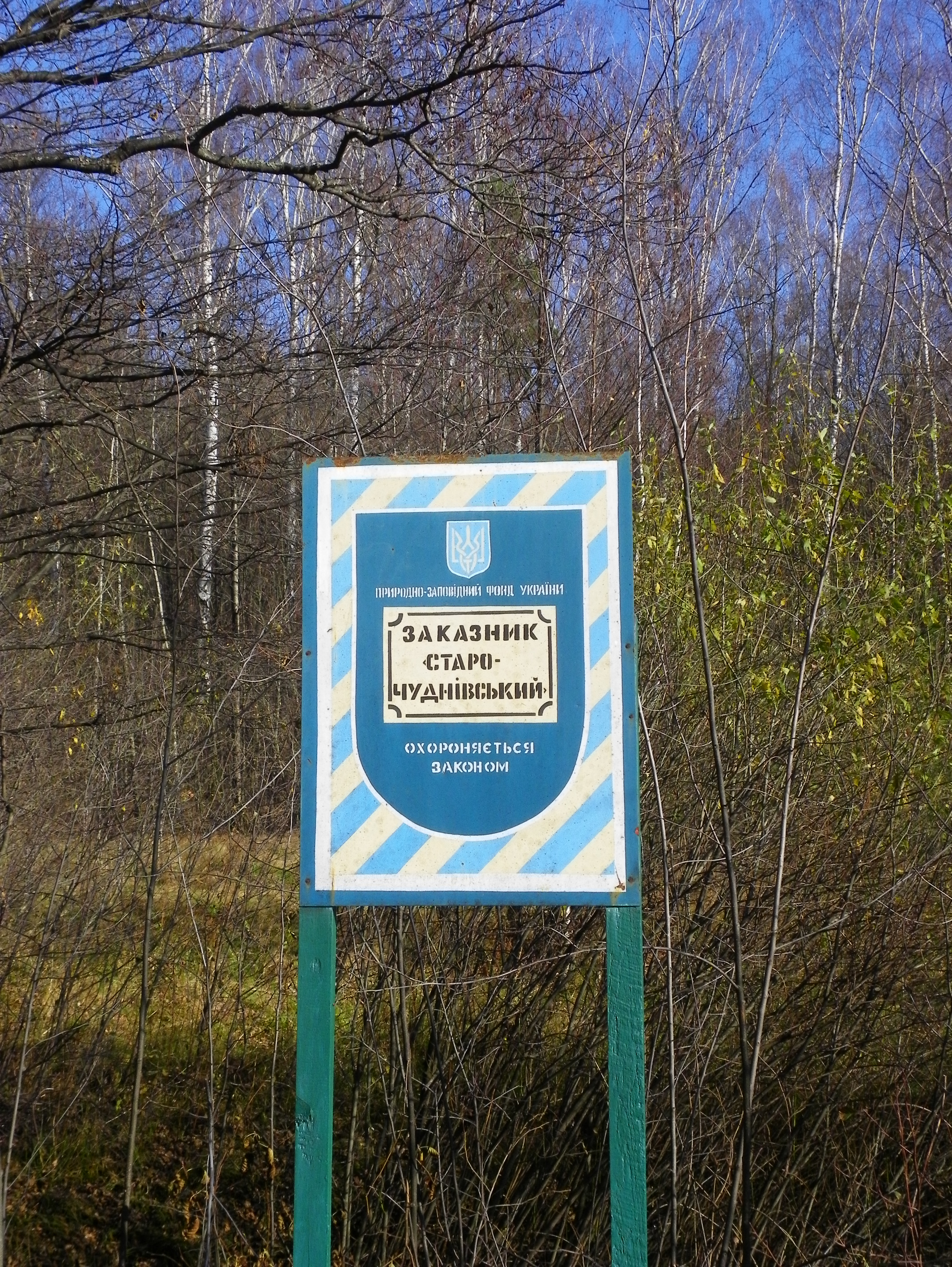
Аншлаг (знак) заказника